# Kasinopartiet

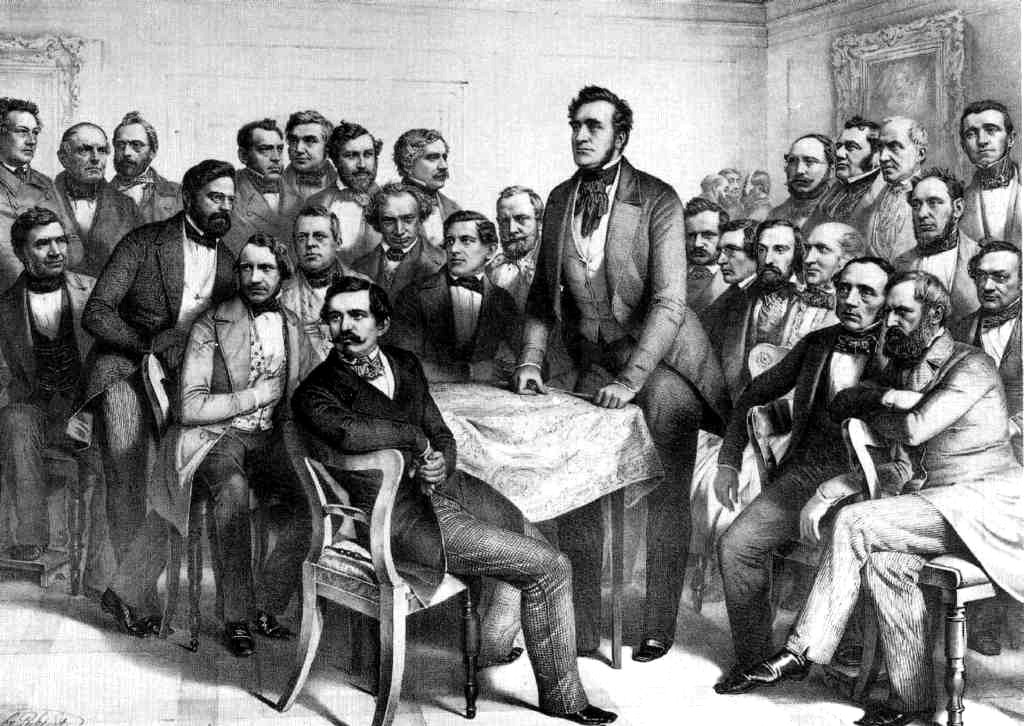
Kasinopartiet.

Kasinopartiet var inom Frankfurtparlamentet 1848–49 namn på högra centern, till vars ledande män räknades bland andra professorerna Beseler, Dahlmann och Droysen.